# Bulbophyllum cheiri
Bulbophyllum cheiri är en orkidéart som beskrevs av John Lindley. Bulbophyllum cheiri ingår i släktet Bulbophyllum och familjen orkidéer. Inga underarter finns listade i Catalogue of Life.